# 李道兒
李道兒（5世纪？—468年），臨淮郡人，南朝宋人物。
宋明帝劉彧還是湘東王的時候，他是湘東王師，後又成為湘東國師官令。前廢帝劉子業暴虐無道，因為劉彧肥胖，於是稱他豬王，加以虐待羞辱。於是，劉彧集結身邊的手下，殺害劉子業而得到帝位，李道兒便是其中的手下之一。劉彧即位後，升他為員外散騎侍郎、淮陵太守。泰始二年（466年），又兼中書通事舍人，轉任給事中。泰始四年（468年）過世。
劉彧還是湘東王的時候，曾經得皇太后路惠男宮裡侍女陳妙登為妾，但是才一年就不寵愛了，便送給李道兒做侍妾，但後來又向李道兒要回來，生下劉昱。於是後來民間盛傳劉昱其實是李道兒的兒子，劉昱自己也這麼認為，因此微服出宮時都自稱姓李。